# Морская дева
Морская дева (морская муза, фараонка, морская сирена, русалка) — морское мифическое существо в легендах и мифах народов Европы, дева с рыбьим хвостом вместо ног, живущая в море. Мужской аналог — морской муж. В восточно-славянской мифологии морская дева — дочь Морского царя.
В поздней русской литературе и кинематографе под западным влиянием, образ Морской девы слился с образом славянской русалки, которая по внешнему виду была похожа на человека и ходила на двух ногах. В англоязычном бестиарии для славянских русалок употребляется слово rusalka, а для морских дев — mermaid.
Исторические свидетельства о морских девах, такие как рассказы Христофора Колумба во время его исследования Карибского моря, могли быть основаны на наблюдениях за ламантинами или подобными водными млекопитающими. Хотя нет никаких доказательств существования морских дев, сообщения о «встречах» с ними поступают и по сей день.
Морские девы стали популярными персонажами искусства и литературы в последние века, они фигурируют в сюжетах опер, картин, книг, комиксов и кинофильмов. К примеру, знаменитая сказка Х. К. Андерсена «Русалочка» (1837) популяризировала канон истории: морская дева ищет душу в любви со смертным.

## Мифы Древнего мира
Прародителем морских дев считается вавилонское божество мужского пола — Оаннес. Каждое утро он выходил из волн Красного моря, чтобы обучать людей земледелию, строительству, врачеванию и другим искусствам и ремёслам. Вечером Оаннес снова скрывался в морских волнах.
Первым рыбохвостым божеством женского пола была Атаргате (или Деркето), сирийская богиня Луны и рыболовства, культ которой процветал в городе Иераполе (современный Мембидж). По описанию римского историка Лукиана, «она наполовину женщина, но от бёдер вниз у неё растёт рыбий хвост». На некоторых финикийских монетах изображена Атаргате: по внешности это морская сирена с рыбьим хвостом. Некоторые учёные считают, что греческая богиня любви Афродита, «рождённая из пены морской», а следовательно, и римская Венера ведут своё происхождение от Атаргате.
Греческие сирены, соблазнявшие своим пением Одиссея, первоначально изображались в виде птиц с женскими головами. Но со временем в их изображении произошли существенные изменения: вместо птицы с женской головой их стали изображать в виде молодой женщины с рыбьим хвостом вместо ног. С этим был связан миф о том, что сирены своим пением заставляли следовать к ним проплывающих мимо моряков, которые вели свои суда прямо на прибрежные скалы и гибли. Вследствие этого сирен стали считать предвестницами смерти для мореплавателей. Схожее представление о смертельно опасных соблазнительницах отразилось в образе водяных нимф — наяд и нереид.

## Средневековые предания
В таких языках как испанский, французский, итальянский или польский дева с хвостом обозначается словами, происходящими от древнегреческого: сирена (Siren, Sirene, Sirena, Syrena или Sereia). Эллинский и римский каноны изображения сирен очевидно повлияли на традиции изображения в европейском искусстве.
В Западной Европе было распространено мнение, что морские девы не имели души и что они якобы хотят её обрести (в том числе и похитить её у своего возлюбленного), но не могут найти в себе силы оставить море. Существует легенда, датируемая V веком, по которой морская дева, желая обрести душу, ежедневно навещала монаха на маленьком острове возле Шотландии, который вместе с ней молился. Морская дева не смогла покинуть море и со слезами всё же навсегда вернулась в него.
Другой распространённый сюжет, связанный с морскими девами — представление их как обольстительниц. По преданиям, морские девы соблазняют проплывающих мимо моряков своим сладкоголосым пением и расчёсывая свои длинные светлые волосы золотым гребнем, после чего корабль, идущий навстречу деве, терпит крушение, приводя к гибели команды. Существует мнение, что распространённый облик морских дев олицетворяет половинчатость, фрагментарность их женской сущности.

### Фараонки
В восточнославянской мифологии полулюдьми-полурыбами являются фараонки (фараоны, фалярони, фалорони), живущие в море. На Русском Севере бытует представление о «фараонах» как о мифическом аборигенном населении (ср. широко распространённые сведения об исчезнувшей чуди): «[Фараоны — мифическое дорусское население.] Фараоны какие-то были за рекой да вывелись, передохли». По северорусским поверьям, а также русской диаспоры в Прибалтике, фараонки имеют классический для морских людей облик: верхняя часть туловища как у людей, а нижняя — «как у плотицы». Также фараонки представляются как «маленькие человечки», «рыженькие, тёмненькие, как кошки», или как небольшие рыбы — «будто бычки». Фараонки владеют человеческой речью, согласно фольклору русских Литвы, живущие в море фараонки «в Неве, будто бычки, вынырнут, будто скажут: „Фараон“ и нырнут».
Генезис фараонок связывается с библейскими событиями — конкретно с исходом евреев из Египта через Чермное море. Согласно народным легендам, войско египетского фараона, преследовавшее Моисея и ведомых им евреев, превратилось в морских людей — «фараонов» и фараонок. Эти фольклорные представления книжного происхождения, их источником послужило древнерусское «Сказание о переходе Чермного моря». Этот апокриф под названием «Сказание московских купцов о рыбах» содержится в лицевом летописце первой четверти XVII в. из собрания Библиотеки РАН:

В Чермнем мори есть рыбы, что были люди фараоновы <…> а у рыб главы человеческие, а тулова у них нет, токмо едина глава, а зубы и нос человечьи, а где уши, тут перье, а где потылица, тут хвост. <…> А и кони их обратишася рыбами же, а на коньских рыбах шерсть конская, кожа на них толста на перст, а ловят рыбы для кож, тело их мечют, и в кожах делают переды и подошвы и воды те кожи не терпят, а в сухе носити на год станет

Подобная судьба постигла египетских воинов потому что Моисей осенил их крестным знамением, «перекрестил» своим железным жезлом. В рыбьем облике им суждено пробыть до Страшного Суда. Поэтому, согласно некоторым легендам, вынырнувшие из воды фараоны и фараонки спрашивают у людей, скоро ли конец света. Если они слышат утвердительный ответ, то они начинают петь, а если отрицательный — плакать.

### Шелки
Также в шотландской мифологии есть существа, называемые шелки — человекоподобные тюлени, имеющие некоторые сходства с морскими девами. Тюленьи шкуры позволяют им жить в море, однако они время от времени должны выныривать, чтобы глотнуть воздуха. По некоторым источникам, шелки — потомки людей, изгнанных в море за свои преступления. Вот почему их так тянет на сушу. Могут выходить из воды один раз в 9 ночей. Когда выходят из воды, сбрасывают с себя тюленью шкуру и принимают человеческое обличье. Если парень или девушка найдёт сброшенную шелкой шкуру, то может принудить шелку к супружеству. Дети от таких браков рождаются с перепонками между пальцев ног и обладают целительными способностями. Но такой брак, как и в случае с русалками, часто длится очень недолго.

### Мерроу
Разновидность морской девы в ирландской мифологии. Термин имеет гиберно-английское происхождение. Согласно ирландскому фольклору, мерроу имеют волшебный головной убор, позволяющий им обходиться без воздуха во время плавания.
Мерроу фигурируют как минимум в двух сказках, опубликованных в XIX веке, их действие происходит в Ирландии. «Леди Голлеруса» рассказывает о зеленоволосой мерроу, что выходит замуж за местного жителя из графства Керри, который, в свою очередь, забирает её «волшебную красную шапочку». В сюжете сказки «Души в клетках» гротескный мерроу-мужчина (мерман) с зелёным телом знакомится с рыбаком, а позже приглашает его в свой подводный дом.

## Мистификации и подделки
Известны истории о сфабрикованных телах женщин с рыбьим хвостом, изготовленных из сшитых верхней части тела примата и нижней части рыбы. Одна из таких «морских дев», утверждают, была изготовлена в XVII веке. Также известно, что Ф. Т. Барнум однажды зарабатывал тем, что выставлял фальшивый труп морской девы.
Английский натуралист Фрэнсис Бакленд посетил однажды выставку чучела русалки и осмотрел экспонат: небольшая головка со сморщенным, как печёное яблоко, личиком. Брови нахмурены, зубы оскалены. Усиливая сходство с человеком, в нижней челюсти химеры торчал человеческий зуб. Учёный установил, что русалка изготовлена из головы и туловища обезьяны, искусно сшитого с нижней частью крупной трески или мерлана.

## Сообщения о морских девах
В тех или иных источниках с давних времен появлялись сообщения о встрече с морскими девами или похожими существами, преподносящиеся, как правдивые истории.
Сохранилась запись в судовом журнале знаменитого мореплавателя Генри Гудзона:

Сегодня один из членов нашей экспедиции заметил с борта русалку и позвал товарищей, чтобы они посмотрели на неё. Все время, пока русалка проплывала близко от борта корабля, она строго смотрела на людей. Потом поплыла в открытое море и перекувырнулась несколько раз. Когда русалка нырнула, матросы рассмотрели её хвост. Он напоминал хвост дельфина, он был крапчатый, как у макрели.

### XII век
В исландской летописи Speculum Regale (XII век) есть упоминание о чудовище «маргигр», что живёт у берегов Гренландии. По описанию это типичная Морская дева — до пояса выглядит, как женщина с длинными руками и мягкими волосами, от пояса и ниже у неё рыбьи хвост, чешуя и плавники.
В одной английской летописи есть упоминание о «морском человеке» уродливой внешности, пойманном в 1187 году на побережье графства Суффолк.

### XV век
Известна история о прожившей некоторое время на суше морской деве. Сообщается, что в начале XV века в Голландии буря разрушила дамбу и море затопило сушу. Местные жители нашли застрявшую на мелководье морскую деву и взяли её к себе. Они научили её носить одежду, есть человеческую еду, вязать, кланяться кресту, но не сумели научить говорить. Русалка прожила на суше пятнадцать лет. Когда она умерла, её похоронили по христианскому обычаю.
Христофор Колумб во время первого плавания (1492—1493) писал, что видел у побережья Гвианы трёх морских дев.

### XVII век
В корабельном журнале Генри Гудзона, который он вёл, плавая у берегов Нового Света, есть запись о том, что два его матроса, Томас Хилс и Роберт Райнар 15 июня 1608 года увидели Морскую деву. Они сообщили капитану, что вверх от пупка её грудь и спина были как у женщины, у неё была очень белая кожа и длинные чёрные волосы, а её хвост был похож на хвост дельфина.
Капитан английского флота Ричард Уитбурн писал в своих мемуарах, что в 1610 году впервые встретил странное существо в гавани Св. Иоанна в Ньюфаундленде. Существо обладало пропорциональным и красивым женским лицом, на его голове было множество синих полос, похожих на волосы. Верхняя часть у существа была человеческая, нижнюю Уитбурн не видел. Существо вело себя достаточно дружелюбно. Когда оно попыталось влезть в лодку к матросам, его ударили по голове веслом, с тех пор оно наблюдало за людьми издали.
Существует легенда о Франсиско дела Веге Касаре, якобы жившем в Лиерганесе (Кантабрия) и с детства показывавшем способность плавать лучше других. В 1674 он во время купания был унесён сильным морским течением и пропал без вести. В феврале 1679 возле бухты Кадиса рыбаки поймали гуманоида, наблюдавшегося на протяжении нескольких дней в воде. Существо выглядело, как высокий юноша с бледной кожей и рыжими волосами. На нём была чешуя вдоль спины и вдоль живота. Между пальцами была коричневая перепонка. Отмечалось, что он ревел и рычал; чтобы его удержать, требовалось двенадцать человек. Три недели существо пробыло в монастыре францисканцев, где над ним производили обряд экзорцизма. В январе 1680 года его повели в Кантабрию, где мать пропавшего Франсиско и его братья признали в существе своего сына и брата. Когда он жил в посёлке, то питался сырым мясом или рыбой, почти не разговаривал. В 1682 году сбежал обратно в море.
В 1682 году возле города Сестри (Италия) был пойман некий «морской человек». «Он прожил всего несколько дней, плача и испуская жалобные вопли, и всё это время ничего не ел и не пил».

### XVIII век
В некоем издании 1717 года было изображено существо, похожее на морскую деву, о котором написано, что оно было поймано на побережье Борнео, в административном округе Амбойна. В длину существо составляло 1,5 метра, «телосложением похоже на угря». Прожило на суше чуть больше четырёх дней, в бочке с водой, от пищи отказывалось. Периодически издавало пищащие звуки.
В 1737 году в журнале The Gentleman’s Magazine писалось, что возле английского города Экстер рыбаки, вытаскивая на берег сеть, обнаружили, что в ней запуталось неизвестное существо длиной 1,2 метра с хвостом, «как у лосося», и забили его палками. «Тварь эта, умирая, стонала, как человек. Глаза, нос и рот у неё оказались тоже как у человека. Нос, правда, слегка был приплюснут». Тело выставлялось в Экстере.
Журнал Scot’s magazine за 1739 год сообщал, что команда корабля «Галифакс» поймала на побережье острова Маврикий несколько человекообразных морских дев, зажарила и съела их. Их мясо моряки сравнивали с телятиной.

### XIX век
8 сентября 1809 года в газете Times было напечатано сообщение школьного учителя, что двенадцать лет назад по дороге из города Сурсо (графство Кейтнесс) по направлению в Сенсайд Хед (Северная Шотландия) он увидел в море русалку. Напоминающая обнажённую женщину, она сидела на труднодоступной, выступающей из моря скале, расчёсывала рукой свои светло-коричневые волосы, а потом нырнула в море и больше не показывалась. Очевидец подробно описал её не отличимую от человеческой внешность и выразил надежду, что его сообщение поможет науке.
В 1819 году в Ирландии в прибое, возле берега, заметили морскую деву. На берегу стало собираться много людей, пока один из них не выстрелил в существо, которое «с пронзительным криком ушло под воду».
В 1823 году в Дании была создана королевская комиссия по изучению сообщений о морских девах.
В 1830 на острове Бенбекьюла в Гебридах (Великобритания) местные жители, собирая водоросли, заметили в воде, возле берега, существо, «представляющее собой как бы женщину, только в миниатюре». После неудачных попыток его поймать, кто-то запустил в него камень. Через несколько дней к берегу на расстоянии 3 км от места происшествия прибило труп неизвестного существа. Местный житель так его описал: «Верхняя часть этого существа была, как у хорошо упитанного ребёнка трёх-четырёх лет, но с ненормально развитыми грудями. Волосы — длинные тёмные и блестящие, кожа белая и мягкая. Нижняя часть тела представляла собой хвост, как у лосося, но без чешуи». Много людей засвидетельствовало наличие этого трупа, местным шерифом Дунканом Шоу было приказано сшить для него саван и изготовить гроб.
31 октября 1881 года в американских газетах писалось, что на берегу было найдено неизвестное существо. Репортёр бостонской газеты, сам наблюдавший труп, описал его так: «Выше пояса она представляет собой полное подобие женщины. Ниже пояса тело этого существа совершенно такое же, как у кефали», но при этом на руках у существа были не ногти, а когти, как у орла.

## Объяснения явления
Широко распространено мнение, что рассказы о морских девах навеяны наблюдением таких животных, как сирены (дюгони, морские коровы и ламантины), дельфины и ластоногие, якобы издалека неотличимые от людей. В частности, считается, что морская корова, поедающая водоросли, может быть похожа на серого получеловека-полурыбу с зелёными волосами. Данная версия всё же неспособна объяснить все вышеозначенные случаи наблюдения морских дев, когда криптиды наблюдались с близкого расстояния, но всё же вполне применима к фольклору и суевериям, связанным с морскими девами. Весомым аргументом в пользу этой гипотезы служит история ареала дюгоня, который простирался ранее вплоть до Западной Европы.
В 1981 г. канадские учёные В. Лен и И. Шредер попытались объяснить описанные в средневековых скандинавских рукописях сообщения о наблюдении морских дев сильно искажёнными в результате преломления света в атмосфере изображениями морских зверей.

## В искусстве

#### В литературе
- «Русалочка» (дат. Den Lille Havfrue, дословно — «Маленькая морская леди») — сказка Ханса Кристиана Андерсена и её многочисленные интерпретации.
- «Рыбак и его душа» (англ. The Fisherman and His Soul) — сказка Оскара Уайльда, 1891 г.
- «Морская дева» (англ. The Sea Lady) — Герберт Джордж Уэллс, 1902 г.

#### В живописи
- «Садко» — картина Ильи Репина (1876).
- «Одиссей и сирены» — картина Джона Уильяма Уотерхауса (1891).
- «Сирена» — картина Джона Уильяма Уотерхауса (1900).
- «Русалка» — картина Джона Уильяма Уотерхауса (1901).

#### В театре
- «Золото Рейна», «Гибель богов» — оперы Рихарда Вагнера из тетралогии «Кольцо нибелунга». Три дочери Рейна (речные девы с хвостами) охраняют волшебное золото на дне реки.
- «Русалочка» — балет Фини Энрикеса в постановке Ханса Бека (1909).
- «Русалочка» — балет Леры Ауэрбах в постановке Джона Ноймайера (2005).

#### В кинематографе
кроме экранизаций сказки Андерсена:
- «Мистер Пибоди и русалка» — в главной роли Энн Блит (США, 1948).
- «Всплеск» — кинофильм с Дэрил Ханна в главной роли (США, 1984).
- «Сабрина под водой» — кинофильм (США, 1999). Основан на комиксах и телесериале «Сабрина — маленькая ведьма», в главной роли — Мелисса Джоан Харт.
- «Аквамарин» — кинокомедия (США—Австралия, 2006), в главной роли Сара Пэкстон.
- «H2O: Просто добавь воды» — молодёжный телесериал (Австралия, 2006). В главных ролях — Кариба Хейн, Фиби Тонкин, Клэр Холт.
- «Рыбка Поньо на утёсе» — полнометражный аниме-фильм Хаяо Миядзаки (Япония, 2008), получивший две награды Венецианского кинофестиваля.
- «Пираты Карибского моря: На странных берегах» — приключенческий фильм (США, 2011), в сюжете которого переплетаются старые и новые мифы о морских девах (заманивающее пение морякам, отращивание ног на суше, дарование поцелуев с волшебными целебными свойствами).
- «Легенда синего моря» — сериал-фэнтези (Республика Корея, 2016), в главной роли Чон Джихён.
- «Сирена» — сериал-фэнтези (США, 2018), в главной роли Элайн Пауэлл[англ.].

## В православии
На острове Лесбос в рыбацкой деревне Скала-Сикамия (община Дитики-Лезвос) есть православная часовня Панагия Горгона (Богородицы Русалки) с изображением Богородицы в образе морской девы.